# Катринка (Підляське воєводство)
Катринка (пол. Katrynka) — село в Польщі, у гміні Васильків Білостоцького повіту Підляського воєводства.
Населення — 42 особи (2011).
У 1975-1998 роках село належало до Білостоцького воєводства.

## Демографія
Демографічна структура станом на 31 березня 2011 року:
|          | Загалом | Допрацездатний вік | Працездатний вік | Постпрацездатний вік |
| -------- | ------- | ------------------ | ---------------- | -------------------- |
| Чоловіки | 21      | 3                  | 15               | 3                    |
| Жінки    | 21      | 3                  | 12               | 6                    |
| Разом    | 42      | 6                  | 27               | 9                    |